# Nash Lim
Nash Lim, né le 10 août 2000 à Antipolo, est un coureur cycliste philippin. 

## Biographie
En février 2025, Nash Lim se distingue en devenant champion des Philippines du contre-la-montre, chez les élites,. Quelques mois plus tard, il intègre l'équipe continentale Factor Racing, qui évolue sous licence slovène. Avec cette formation, il participe au Tour du lac Qinghai. 

## Palmarès
- 2025
  -  Champion des Philippines du contre-la-montre